# AS Nancy
AS Nancy-Lorraine je francoski nogometni klub iz Nancya. 
Klub je bil osnovan 1967, kot naslednik kluba FC Nancy, ki je propadel leta 1965. Največji uspeh kluba je osvojitev Francoskega pokala 1978 in Francoskega ligaškega pokala 2006. Nancy svoje domače tekme igra na stadionu Marcel Picot v mestu Tomblaine. Definitvno najbolj znan igralec, ki je igral za klub je trenutni predsednik UEFE, Michel Platini. 

## Trofeje
- Ligue 2
  - Prvaki (5): 1975, 1990, 1998, 2005, 2015-16
  - Podprvaki (1): 1970
- Francoski pokal
  - Prvaki (1): 1978
- Francoski ligaški pokal
  - Prvaki (1): 2006

## Trenutna ekipa
| Št. | Država                       | Položaj | Igralec                                  |
| --- | ---------------------------- | ------- | ---------------------------------------- |
| 1   | Francija                     | GK      | Gennaro Bracigliano                      |
| 2   | Brazilija                    | DF      | Helder                                   |
| 3   | Demokratična republika Kongo | DF      | Joël Sami                                |
| 4   | Demokratična republika Kongo | MF      | Chris Malonga                            |
| 5   | Brazilija                    | DF      | André Luiz                               |
| 6   | Francija                     | MF      | Pascal Berenguer                         |
| 7   | Francija                     | MF      | Emmanuel Duchemin                        |
| 8   | Francija                     | DF      | Jordan Loties                            |
| 10  | Senegal                      | FW      | Issiar Dia                               |
| 11  | Maroko                       | MF      | Monsef Zerka                             |
| 12  | Francija                     | DF      | Geoffrey Adjet                           |
| 13  | Urugvaj                      | DF      | Damián Macaluso (posojen iz River Plate) |
| 14  | Senegal                      | MF      | Momar Faye                               |
| 15  | Maroko                       | FW      | Youssouf Hadji                           |
| 16  | Francija                     | GK      | Damien Grégorini                         |

| Št. |          | Položaj | Igralec                 |
| --- | -------- | ------- | ----------------------- |
| 17  | Francija | DF      | Massadio Haidara        |
| 18  | Francija | MF      | Julien Féret            |
| 19  | Francija | FW      | Basile Camerling        |
| 20  | Maroko   | DF      | Michaël Chrétien Basser |
| 21  | Francija | DF      | Jean Calvé              |
| 22  | Francija | FW      | Marc-Antoine Fortuné    |
| 23  | Francija | MF      | Jonathan Brison         |
| 24  | Francija | MF      | Benjamin Gavanon        |
| 25  | Francija | DF      | Reynald Lemaitre        |
| 26  | Kamerun  | MF      | Landry N'Guemo          |
| 27  | Maroko   | DF      | Abdeslam Ouaddou        |
| 29  | Senegal  | MF      | Alfred N'Diaye          |
| 30  | Francija | GK      | Rémi Pillot             |
| 40  | Francija | GK      | Ronan Le Crom           |

### Trenerska ekipa
- Glavni trener:  Pablo Correa
- Pomočnik trenerja:  Paul Fischer
- Trener prve ekipe:  Lauren Moracchini

## Znani bivši igralci
| - Ali Boumnijel - Tony Cascarino - Raul Castronovo - Pablo Correa - Manuel de Costa - Carlos Curbelo - Pape Diakhaté - Éric Di Meco | - Eduardo Flores - Mustapha Hadji - Philippe Jeannol - Bertrand Laquait - Roger Lemerre - Bruno Martini - Jean-Michel Moutier - Antal Nagy | - Wilson Oruma - Michel Platini - Laurent Pokou - Sébastien Puygrenier - Eric Rabesandratana - Olivier Rouyer - Ruben Umpierrez - Tony Vairelles - Aleksandr Zavarov |

## Menedžerji
| - René Pleimelding (1967-1970) - Antoine Redin (1970-1979) - Georges Huart (1979-1982) - Hervé Collot (1982-1984) - Arsène Wenger (1984-1987) - Robert Dewilder (1987-1990) - Aimé Jacquet (1990-1991) - Marcel Husson (Junij-oktober 1991) - Olivier Rouyer (Oktober 1991-1994) - László Bölöni (1994-2000) - Francis Smerecki (2000-2002) - Moussa Bezaz (Junij-november 2002) - Pablo Correa (November 2002-Junij 2011) - Jean Fernandez (Junij 2011-Januar 2013) - Patrick Gabriel (Januar 2013-Oktober 2013) - Pablo Correa (Oktober 2013-) |